# Cyril Alexander Walker
Cyril Alexander Walker (* 8. Februar 1939 in London; † 6. Mai 2009) war ein britischer Ornithologe und Paläontologe, der Kurator für fossile Vögel am Natural History Museum in London war.
Sein Vater hatte einen Obst- und Gemüseladen und er besuchte die Schule in Ealing und das Acton Technical College, wo er Kurse in Zoologie und Botanik besuchte.
Er war ab 1958 am Natural History Museum, wurde 1972 Kurator und wurde dort 1985 Senior Scientific Officer. Er war Ko-Leiter einer Reihe von Expeditionen des Museums, darunter mehrfach in die Trans-Sahara. Dabei wurde er bei einer Gelegenheit in Nigeria 1979 mit den anderen Expeditionsteilnehmern verhaftet und unter Hausarrest gestellt. 1988 fand seine Expedition eine neue Sauropodenart in Agadez in Niger und wurde dabei von einem BBC-Filmteam begleitet (BBC-Serie Lost Worlds, Vanished Lives von David Attenborough).
Er ist vor allem für die Einführung der Gruppe der Enantiornithes 1981 bekannt, damals noch aufgrund weniger unvollständiger Funde aus Argentinien.
1986 war er einer der Autoren einer Zurückweisung der Behauptungen von Fred Hoyle und anderen, die Archaeopteryx Funde wären Fälschungen des 19. Jahrhunderts. 1978 fand eine von ihm mit geleitete Expedition in Queensland die frühesten Hering-Fossilien (aus der Kreide).
Er war Spezialist für fossile Vögel aus der späten Kreide und dem Eozän (besonders Isle of Sheppey). Neben Vögeln befasste er sich auch mit fossilen Schildkröten aus Großbritannien und Nordafrika. Am Museum arbeitete er viel mit dem Ornithologen Colin Harrison zusammen. Beide erstbeschrieben 1975 die Theropoden Bradycneme und Heptasteornis aus Rumänien und 1973 den frühen kreidezeitlichen Vogel Wyleyia valdensis aus England.
Sein Buch mit dem britischen Veterinärmediziner und Amateur-Paläontologin David Ward (* 1948) über Fossilien wurde ein Bestseller.
Er war Fellow der Linnean Society of London und der Royal Geographic Society.
Er war dreimal verheiratet.

## Schriften
- mit David J. Ward Fossils, Smithsonian Handbook, Dorling Kindersley 1992, 2010
- Berater bei Noble Proctor Garden Birds: how to attract birds to your garden, Rodale Press 1986